# Torreya taxifolia
Torreya taxifolia (synoniem: Tumion taxifolium) is een plant uit de taxusfamilie (Taxaceae). De plant werd in 1835 ontdekt. In 1838 werd de wetenschappelijke naam gepubliceerd door Arnott.
De plant is tweehuizig. De soort wordt geslachtsrijp als deze vijftien tot twintig jaar oud is. Volwassen bomen kunnen tot 18 m hoog worden, maar in het wild wordt deze hoogte niet meer gehaald. De stam is tot 80 cm dik. De kroon is symmetrisch open-kegelvormig. De takken staan verspreid en kunnen licht naar beneden hangen. De naalden zijn 1,5-4 cm lang, 3 mm breed en verspreiden een onaangename geur als ze worden gekneusd. De stuifmeelkegels zijn bleekgeel. De verspreiding van het stuifmeel vindt plaats door windbestuiving. De zaden inclusief arillus zijn 2,5-3,5 cm lang. De arilli zijn wazig donkergroen met paarse strepen.
De plant komt in het wild voor langs de oostelijke oever van de Apalachicola River in Liberty County (Florida) tot in het noorden in het meest zuidelijke gedeelte van Decatur County (Georgia).
De afname van de soort is te wijten aan houtkap en veranderingen in zijn habitat door een overstroming in Georgia. Vanaf de jaren 1950 zijn de volwassen bomen ten prooi gevallen aan schimmelziekten. In het wild blijven bijna alleen jonge, vaak niet meer dan 2,5 m hoge planten over die niet in staat zijn om zich te voortplanten.
In de Verenigde Staten maakt de plant deel uit van de CPC National Collection of Endangered Plants. Namens het Center for Plant Conservation houdt het Arnold Arboretum zich bezig met de bescherming van de plant. Daarnaast is de plant te vinden in de Atlanta Botanical Garden en de State Botanical Garden of Georgia. In Nederland is de plant aanwezig in de collecties van het Pinetum Blijdenstein, het Pinetum Ter Borgh en de Hortus Botanicus Amsterdam.